# Huaca Takaynamo
La Huaca Takaynamo es un sitio arqueológico peruano perteneciente a la cultura Chimú, está ubicado en el distrito La Esperanza de la ciudad de  Trujillo, Región La Libertad en la costa norte peruana. Se encuentra aproximadamente a 4 kilómetros al norte del Centro histórico de Trujillo. Forma parte del circuito turístico denominado Ruta Moche.

## Descripción
La Huaca Tacaynamo, se encuentra ubicada en lo que anteriormente sería la periferia  noreste de la mayor ciudad Chimú, hoy conocida como complejo arqueológico Chan Chan. Actualmente el sitio está ubicado en la avenida José Gabriel Condorcanqui de la ciudad de Trujillo. Se encontraron figuras de madera en el lugar que sugieren un propósito religioso o funerario de este sitio arqueológico. Está rodeada por un mural exterior que esboza un patio rectangular donde hay dos plataformas superpuestas y una rampa. El mural tiene decoración policromática, es claramente diferente de los encontrados en Chan Chan. Tacaynamo pudo haber sido ocupado primero ya en el Horizonte Medio (600 AD - 1000 AD) o durante el horizonte temprano Chimú (1000 AD - 1100 AD) y la ocupación esporádica, probablemente duró hasta el periodo Colonial.